# 大王爺廟 (黃竹坑)
22°14′52″N 114°09′58″E / 22.2477116°N 114.1660592°E

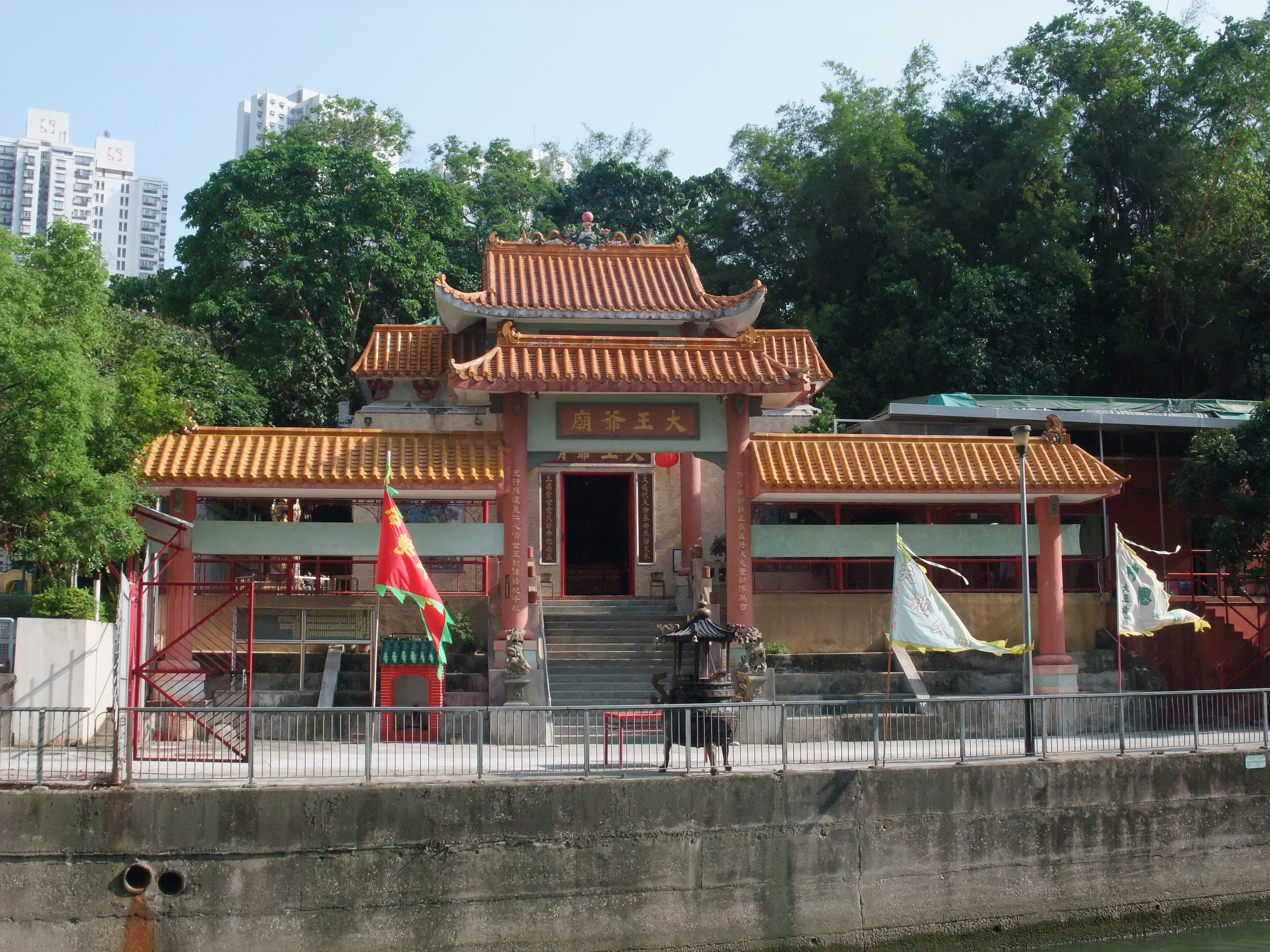
大王爺廟外觀

黃竹坑大王爺廟是香港一所廟宇，位於香港島黃竹坑南朗山道與香葉道交界，黃竹坑明渠南旁。這是香港島上唯一一座大王爺廟。

## 歷史
本廟供奉聖神大王爺，歷史記載大王爺生於元代末年，愛民如子，請太祖頒旨減免天下，得以太平。王爺一生忠君愛國，享配太廟肖像功臣，受萬民香火供奉。直至民初期間，相傳王爺金身顯聖出現在黃竹坑南朗山海傍村，民眾建廟安奉，座落黃竹坑老村九和圍，村民依廟聚居，百病不侵，人畜兩旺。日治時期，村民更加虔誠，日日奉香來答謝神恩，成爲南區最盛大的慶典。由於隨著時代變遷，大王爺廟座落交通要塞，政府有鑒於大王爺廟受村民所崇仰，政府於一九八二年，撥出黃竹坑南朗山道八七五地段給村民重建大王爺廟。門額「大王爺廟」門聯：「大道代天除暴安良留史乘，王恩崇世愛民若赤鎮南區。」新廟落成後并定於每年十二月初九日舉行酬神盛會。

民國初年，當地漁民在現為明渠的溪流上，發現一尊大王爺神像。直到1982年，政府於神像發現之處撥地興建一所大王爺廟。

## 大王爺
大王爺廟供奉的，是朱元璋的外甥，曹國公李文忠。

## 建築
黃竹坑大王爺廟相對於香港其他大王爺廟，建築風格較現代化。廟宇使用三合土建成，擁有金瓦及白牆，牆上鑲有多幅由善信奉獻的瓷畫。